# Potașenkove, Rozdilna
Potașenkove (în ucraineană Поташенкове) este un sat în comuna Rozdilna din raionul Rozdilna, regiunea Odesa, Ucraina.

## Demografie
Componența lingvistică a localității Potașenkove
     Ucraineană (100%)
Conform recensământului din 2001, toată populația localității Potașenkove era vorbitoare de ucraineană (100%).